# Feketenyakú köpködőkobra
A feketenyakú köpködőkobra (Naja nigricollis) a hüllők (Reptilia) osztályának a pikkelyes hüllők (Squamata) rendjéhez, ezen belül a mérgessiklófélék (Elapidae) családjához tartozó faj.

## Előfordulása, élőhelye
A Szahara kivételével majdnem egész Afrikában megél. A földfelszínen él, a szavannán és a megművelt földeken találkozhatunk vele. Néha fára mászik, hogy kirabolja a madárfészkeket.

## Alfajai
- Naja nigricollis nigricollis
- Naja nigricollis nigricincta
- Naja nigricollis woodi

## Megjelenése
- Hossza: 1,5–2 méter
- Súlya: 4 kg

Méregfogaik a felső állkapocs elején találhatók, és a méreg zárt csatornában folyik benne.

## Életmódja
Kis testű emlősökkel, madártojásokkal, gyíkokkal és kígyókkal táplálkozik.

## Mérge
Az a magatartás, hogy felemelkednek és kifeszítik nyakuk bőrlebenyeit, nem csak erre a fajra hanem a kobrákra általában igaz. A tojásból kikelő utódok azonnal így viselkednek, nem is kell ezt megtanulniuk.
A köpködő kobrák sajátos védekezési módot fejlesztettek ki. Fejének mindkét oldalán hatalmas méregmirigy van. Az állkapocs erőteljes izmaival nyomást gyakorol a mirigyekre, és a kétcsöves méregfogak végén lévő pici nyíláson keresztül méregsugarat fecskendez (a méregsugár rövid távon permetté válik) ami 2,5 m-re is elterjedhet. A kobra mérge rendkívül hatékony. 1 g méreggel 165 embert és 160 000 egeret meg lehet ölni.

## Szaporodása
Körülbelül 30 tojást raknak.

## Egyéb
- Élettartam: 10 év